# Anna von Böhmen († 1265)

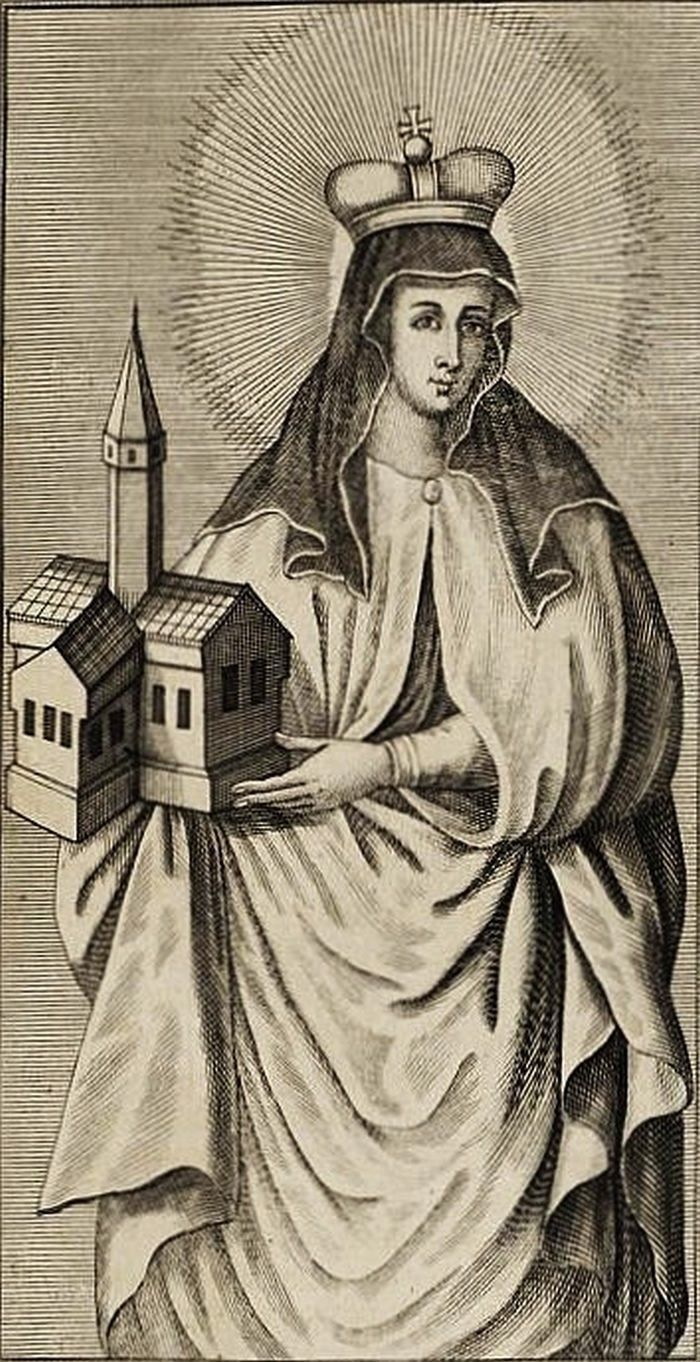
Anna von Böhmen

Anna von Böhmen (tschechisch Anna Lehnická, auch Anna Přemyslovna; * 1201/1204; † 26. August 1265) war Herzogin von Schlesien.

## Leben
Anna von Böhmen entstammte dem Geschlecht der Přemysliden. Sie war die Tochter des böhmischen Königs Ottokar I. Přemysl und der Konstanze von Ungarn. 1217 heiratete sie Heinrich den Frommen, Herzog von Schlesien und Herzog von Polen. Nach dem Tod ihres Mannes 1241 übernahm Anna von Böhmen bis zur Volljährigkeit ihres ältesten Sohnes Boleslaw II. die Regentschaft über das Herzogtum Schlesien. 1242 gründete sie zusammen mit ihrem Sohn Boleslaw II. das Kloster Grüssau. Zudem stiftete sie ein Minoritenkloster und nach dem Vorbild ihrer jüngeren Schwester, der heiligen Agnes von Böhmen, das Klarissenkloster in Breslau.

## Nachkommen
- Boleslaw II. († 1278), Herzog von Liegnitz
- Mieszko von Lebus († 1242), Herzog von Lebus
- Heinrich III. († 1266), Herzog von Schlesien
- Konrad II. († 1273/74), Herzog von Schlesien, ab 1251 Herzog von Glogau
- Wladislaw von Schlesien († 1270), Herzog von Schlesien, gewählter Bischof von Bamberg und Passau, Erzbischof von Salzburg und Administrator von Breslau